# Drosophila fruhstorferi
Drosophila fruhstorferi är en tvåvingeart som beskrevs av Oswald Duda 1924. Drosophila fruhstorferi ingår i släktet Drosophila och familjen daggflugor.
Artens utbredningsområde är Indien.